# 克瓦西
48°9′19″N 24°16′50″E / 48.15528°N 24.28056°E

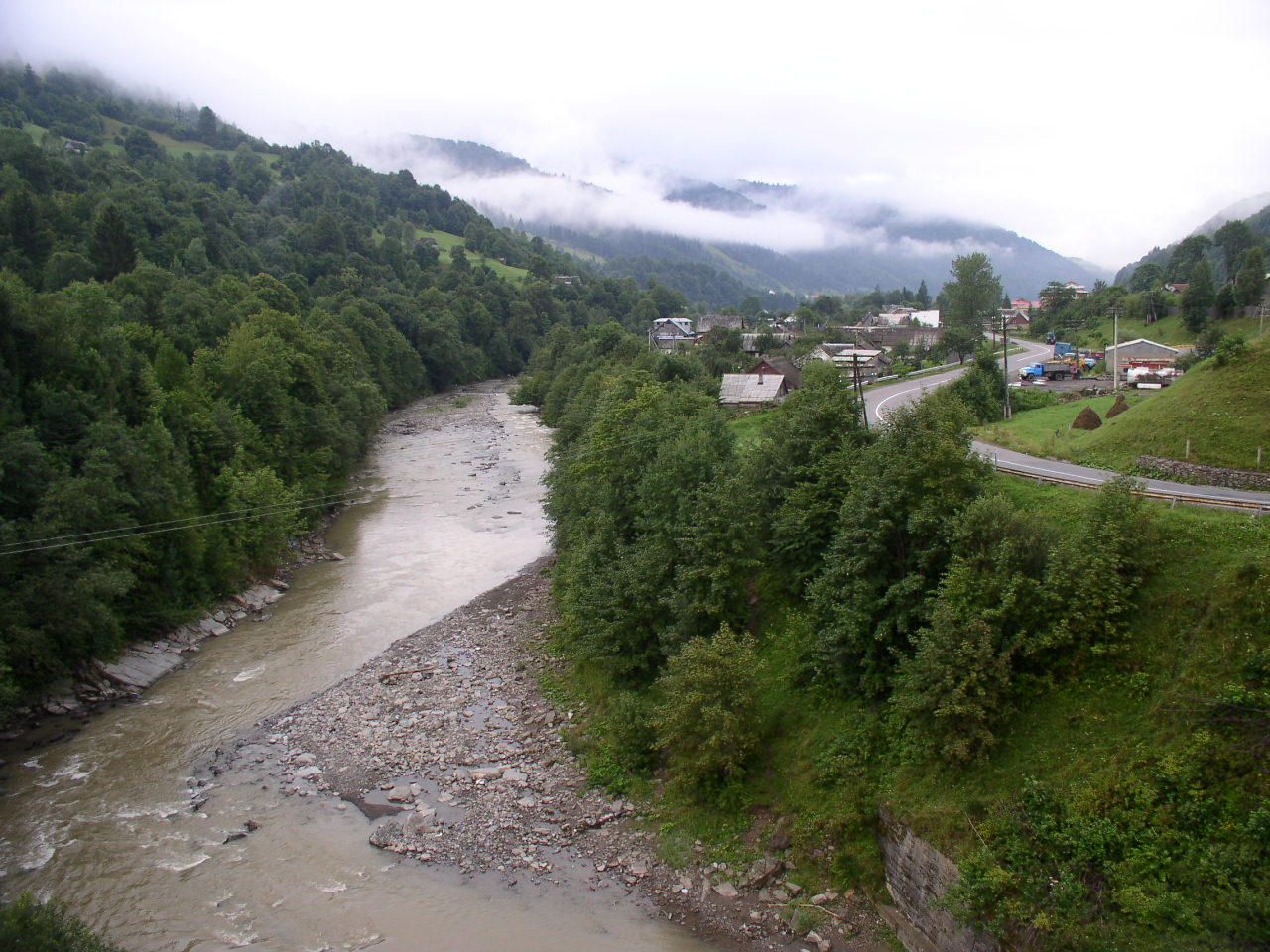

克瓦西（烏克蘭語：Кваси），是烏克蘭的村落，位於該國西部外喀爾巴阡州，由拉希夫區負責管轄，始建1947年，面積6.47平方公里，海拔高度560米，2001年人口1,794，人口密度每平方公里280人。